# Jain
Jeanne Louise Galice (pronúncia em francês: [ʒan lwiz ɡalis]; nascida em 7 de fevereiro de 1992) mais conhecida pelo seu nome artístico Jain (/dʒeɪn/), é uma cantora, compositora e musicista francesa. Ela mistura pop e afrobeat nas suas músicas. Jain começou a sua carreira em 2013, quando conheceu Mr. Flash, que a apresentou à programação musical. Ela então publicou as suas faixas demo no MySpace, onde chamou à atenção de Dready, que se tornou no seu empresário. Yodelice também interessou-se e convidou-a para ir a Paris.
O seu álbum de estreia, Zanaka, foi lançado em 6 de novembro de 2015. O seu segundo álbum, intitulado Souldier, foi lançado em 24 de agosto de 2018.